# زبان‌های اونگان
زبان‌های اونگان، آنگان، آندامانی جنوبی یا جاراوا-اونگه، خانواده‌ای متشکل از دو زبان آندامانی اونگه و جاراوا است در جنوب جزایر آندامان سخن گفته می‌شوند.

## زبان‌ها
دو زبان اونگان شناخته‌شده عبارتند از:
- زبان اونگه با ۹۶ گویشور در سال ۱۹۹۷، بیشتر تک‌زبانه
- زبان جاراوا با حدود ۲۰۰ گویشور در سال ۱۹۹۷، همه تک زبانه
- تصور می‌شود زبان سومی به نام سنتینلی، زبان فرضی مردم سنتینلی، به زبان‌های اونگان مربوط شود، اما چون دانسته‌ها در مورد این زبان کم است، وضعیت آن نامشخص است. بین ۱۵ تا ۵۰۰ گویشور.
- گفته می‌شود که زبان دیگری به نام جانگیل، که زمانی بین سال‌های ۱۸۹۵ و ۱۹۲۰ منقرض شده‌است، برای گویشوران سایر این زبان‌ها قابل درک نبوده اما با جاراوا ارتباطات محسوسی داشته‌است.